# نظام أباد محلة (دشت سر)
نظام أباد محلة (بالفارسية: نظام‌آباد) هي قرية تقع في إيران في قسم دشت سر الريفي. يقدر عدد سكانها بـ 649 نسمة .